# Johan Lange
Johan Peter Jens Lange (* 22. Juni 1886 in Qeqertarsuaq; † unbekannt) war ein grönländischer Handelsverwalter und Landesrat.

## Leben
Johan Lange war der Sohn des Udstedsverwalters Christian Jørgen Grønberg Lange (1864–1920) und seiner Frau Mette Marie Andrea Beate Broberg (1864–1934). Er kam aus einer Familie, in der viele für den Handel tätig waren. Deswegen war auch Johan als Udstedsverwalter in vielen Orten tätig. In Qeqertarsuaq geboren lebte er später in Aasiaat, dann in Saqqaq und schließlich in Uummannaq. Während seiner Zeit in Saqqaq war er von 1911 bis 1916 Mitglied des nordgrönländischen Landesrats, wurde aber in der letzten Sitzung von Adam Hendriksen vertreten.